# برياخان (مقاطعة دهغلان)
برياخان (بالفارسية: بریاخان) هي قرية تقع في قسم ايلان الشمالي الريفي (مقاطعة دهغلان) في إيران. يقدر عدد سكانها بـ 94 نسمة بحسب إحصاء 2016.